# André Le Nôtre
André Le Nôtre (født 12. marts 1613, død 15. september 1700) var en fransk landskabsarkitekt. Han var gartner for kong Ludvig 14. fra 1645 til 1700 og er bedst kendt for parken til Slottet i Versailles. 
Le Nôtre udformede også mange andre haver og parker som Château de Chantilly, Slottet i Fontainebleau, Racconigi, Saint-Cloud, Saint-Germain-en-Laye og St. James's Park. Han samarbejdede med Louis Le Vau og Charles Le Brun om parkerne i Vaux-le-Vicomte. André Le Nôtres far, Jean Le Nôtre, var gartner for
Ludvig 13.